# Ribeckit
Riebeckit – minerał z gromady krzemianów, zaliczany do grupy amfiboli. Należy do grupy minerałów rzadkich, rozpowszechnionych tylko w niektórych rejonach Ziemi.
Nazwa pochodzi od nazwiska niemieckiego podróżnika Emila Riebecka (1853–1885).

## Właściwości
Zazwyczaj tworzy kryształy o pokroju słupkowym, pręcikowym, igiełkowym. Występuje w skupieniach ziarnistych, włóknistych, promienistych.
 Niektóre skupienia charakteryzują się wykształceniem azbestowym. Jest kruchy, przeświecający, łatwy do formowania, nie rozpuszcza się w kwasach; często zawiera glin, magnez, tytan. Jest minerałem skałotwórczym. Występuje w towarzystwie biotytu, nefelinu, albitu. 

## Występowanie
Minerał kwaśnych, alkalicznych skał magmowych bogatych w sód np.: granitów alkalicznych, ryolitów sodowych, sjenitów nefelinowych.
Miejsca występowania: RPA, Tanzania, Nigeria, USA – Kolorado, Oklahoma, Rosja – Płw. Kola, Mongolia, Francja, Hiszpania, Finlandia, Ukraina.
W Polsce znany z bezkwarcowych keratofirów okolic Bolkowa na Dolnym Śląsku oraz trachybazaltów Gór Suchych.

## Zastosowanie
- interesuje naukowców i kolekcjonerów,
- Odmiana włóknista nazywana jest krokidolitem, lub azbestem krokidolitowym i jest surowcem do produkcji azbestu.